# Hypostomus sipaliwinii
Hypostomus sipaliwinii är en fiskart som beskrevs av Boeseman, 1968. Hypostomus sipaliwinii ingår i släktet Hypostomus och familjen Loricariidae. Inga underarter finns listade i Catalogue of Life.